# Matic Rebec
Matic Rebec (nacido el 24 de enero de 1995 en Postumia, Eslovenia) es un jugador de baloncesto esloveno que actualmente pertenece a la plantilla del KK FMP de la ABA Liga. Con 1.81 metros de estatura, juega en la posición de base. Es campeón del Eurobasket 2017 con Eslovenia.

## Trayectoria
Matic Rebec destacó en categorías inferiores con su selección, como demuestra su inclusión en el mejor quinteto del Eurobasket U20 de 2014. El base esloveno lideró la estadística de asistencias con 9 por partido.
Formó parte de la selección de Eslovenia que ganó el Europeo de 2017 con Luka Dončić como estrella y en su palmarés tiene una Copa y una Supercopa eslovenas que consiguió con Krka Novo Mesto. 
Comienza la temporada 2018-19 en las filas del FMP serbio, con el que promedió 11'8 puntos y 5'8 asistencias.
En febrero de 2019, se compromete con el Delteco GBC hasta final de temporada. Tras el descenso del conjunto guipúzcoano a LEB Oro, el jugador esloveno fima para la siguiente temporada con el Cibona Zagreb.
En mayo de 2020, firma con el SC Rasta Vechta de la Basketball Bundesliga.
El 5 de febrero de 2021, abandona el Rouen Métropole Basket de la PRO B francesa y se compromete hasta el final de la temporada por el Basket Ravenna de la Serie A2 (baloncesto italiano).
En la temporada 2022-23, firma por el KK Cedevita Olimpija de la ABA Liga.
Luego de un paso por el baloncesto de Kuwait, el club serbio KK FMP lo incorporó a sus filas en diciembre de 2023.

## Selección nacional
Rebec fue un jugador constante de las selecciones juveniles de baloncesto de Eslovenia. Participó de la División B del Eurobasket Sub-16 de 2010 y 2011, y de la División A del Eurobasket Sub-18 de 2012 y 2013, como también en el Eurobasket Sub-20 de 2014. 
Con la selección absoluta se consagró campeón del Eurobasket 2017.

## Palmarés
- Copa de Eslovenia: 2016, 2018
- Supercopa de Eslovenia: 2016